# Національний парк Ла-Візіт
Ла-Візіт — один з двох національних парків Гаїті. Він розташований на південному сході країни, в гірському масиві Селле. Парк займає площу близько 30 км², його найвища точка розташована на висоті 2275 м над рівнем моря. На його території розташовані соснові ліси, високогірні широколистяні ліси і луки. Ландшафт гірський, присутні численні яри і водоспади.
Національний парк був заснований 1983 року розпорядженням уряду Жана-Клода Дювальє, з метою збереження лісів. Найпоширенішим деревом в парку є ендемічна західна сосна (Pinus occidentalis). На території національного парку мешкають 17 видів амфібій, 18 видів плазунів і більше 80 видів птахів, зокрема ендеміки острова Гаїті.